# Велвендски метох
 Тази статия е за метоха „Света Троица“.  За църквата в градчето вижте Света Троица (Велвендо).  За манастира „Света Троица“ вижте Велвендски манастир.
„Света Троица“ (на гръцки: Αγίας Τριάδας Βελβεντού) е женски метох на едноименния Велвендски манастир в Република Гърция, разположен на територията на дем Велвендо, област Западна Македония, част от Сервийската и Кожанска епархия на Вселенската патриаршия.
Метохът е построен в подножието на Фламбуро. Комплексът от сгради по-рано е заобиколен от стена и дворът е разделен с преградна стена на северна и южна част, всеки с отделна врата. В северната част е църквата и конакът. В южната част е магерницата. Конакът изгаря при пожар през 1790-1791 година, но е възстановен през 1792 година. Старата църква, която е била порутена, е била разрушена през 1921 година и на нейно място е построена нова, по-голяма, по инициатива на монахините от манастира и със съдействието на всички жители на Велвендо. Иконостасът на новата църква е изработен през 1924 г. и църквата е осветена през 1925 година от митрополит Партений Китроски. Най-старата икона в църквата е „Животворящ източник“ от 1845 година. Конакът от 1792 г. е разрушен през 1934 г. и е заменен с нов.